# 千葉メディカルセンター

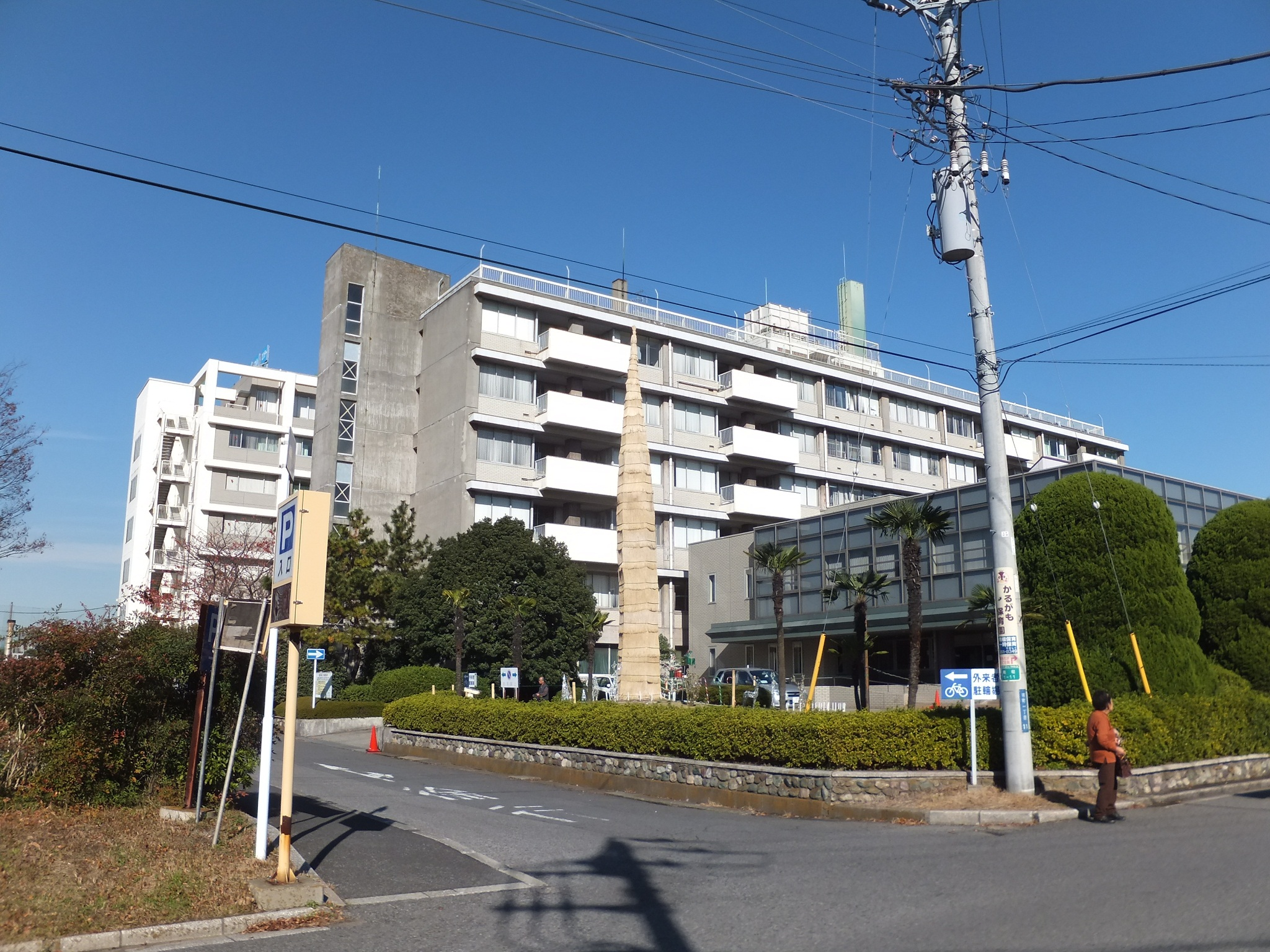
移転前の施設（2011年12月）

医療法人社団誠馨会 千葉メディカルセンター（いりょうほうじんしゃだんせいけいかい ちばメディカルセンター）は千葉県千葉市中央区南町にある医療機関。2011年（平成23年）10月、病院がJFE健康保険組合から医療法人社団誠馨会に移管されたことで、現在の病院名へと変更され、更に2014年（平成26年）12月、隣接地であるJFE健保千葉グラウンド跡地に新築移転された。
新病院開設に際しては、同一法人内の千葉中央メディカルセンターより心血管センターのスタッフが転籍したことから、循環器内科、心臓血管外科が標榜診療科として加わっている。
千葉県の救急基幹センターとして救急医療患者の受け入れを行っている千葉市の大規模病院の一つである。また、外科系の手術数が多く、特にスポーツ整形外科や、不妊外来などは県内外から、患者が訪れる。

## 沿革
- 1966年（昭和41年）4月 - 川崎製鉄健康保険組合の運営により「川崎製鉄健康保険組合千葉病院」として開院。
- 1969年（昭和44年）6月 - 総合病院の名称使用の承認
- 1990年（平成2年）4月 - 救急病院指定
- 1993年（平成5年）4月 - 県救急基幹病院指定
- 2003年（平成15年）4月 - 川崎製鉄と日本鋼管の経営統合によりJFEの健康保険組合に移管され、「JFE健康保険組合川鉄千葉病院」に名称変更。
- 2011年（平成23年）10月1日 - 病院の開設者が医療法人社団誠馨会に移管されたことにより「医療法人社団誠馨会 千葉メディカルセンター」に名称変更。
- 2014年（平成26年）12月1日 - 隣接地である南町1丁目7番1号に新築移転。

## 施設概要
- 鉄骨構造（免震）
- 地上8階建て

## 診療科
- 内科
  - 呼吸器内科
  - 内分泌・代謝内科
  - リウマチ・膠原病内科
  - 血液内科
- 消化器内科
- 神経内科
- 循環器内科
- 外科
- 消化器外科
- 整形外科
- 脳神経外科
- 心臓血管外科
- 産婦人科
- 小児科
- 眼科
- 耳鼻咽喉科
- 皮膚科
- 泌尿器科
- 形成・美容外科
- 歯科
- 歯科口腔外科
- 専門外来
  - スポーツ整形外来
  - 脊椎・腰痛外来
  - 不妊外来

## 医療機関の指定等
- 保険医療機関
- 労災保険指定医療機関
- 指定自立支援医療機関（精神通院医療）
- 身体障害者福祉法指定医の配置されている医療機関
- 生活保護法指定医療機関
- 指定養育医療機関
- 原子爆弾被爆者一般疾病医療取扱医療機関
- 公害医療機関
- 母体保護法指定医の配置されている医療機関
- 臨床研修指定病院
- DPC対象病院
- 千葉県がん診療連携協力病院（胃がん・大腸がん）

## 院内施設
- 売店

## 関連施設
- 千葉中央メディカルセンター （旧称・加曽利病院）
- 新東京病院
- セコメディック病院
- 総泉病院
- 介護老人保健施設 秀眉園
- 新東京クリニック松飛台
- 自動車事故対策機構 千葉療護センター
- 千葉中央看護専門学校 （旧称・川鉄千葉病院看護専門学校）

## アクセス
- JR東日本外房線ほか蘇我駅東口より徒歩6分。
- 京成千原線千葉寺駅下車、徒歩15分。
- JR東日本 千葉駅東口2番乗り場から千葉中央バス「末広町経由 花輪行き」で約15分、「千葉メディカルセンター」下車。
- JR東日本 千葉駅東口3番乗り場から小湊鉄道バス「末広町経由 イオンタウンおゆみ野行き」「末広町経由 千葉県がんセンター行き」「末広町経由 鎌取駅行き」「末広町経由 明徳学園行き」で約15分、「千葉メディカルセンター」下車。